# كولين باومونت
كولين باومونت (بالفرنسية: Colline-Beaumont)‏ هي بلدية تقع في إقليم باد كاليه من منطقة نور با دو كاليه في شمال فرنسا. تبلغ مساحة هذه المدينة 4.6 (كم²)، وترتفع عن سطح البحر 15 م، يبلغ عدد سكانها 118 نسمة حسب إحصاء المعهد الوطني للإحصاء والدراسات الاقتصادية سنة 2009 م. وترأس Georges Cornu البلدية خلال فترة (2008-2014).